# 桜の季節 (フジファブリックの曲)
「桜の季節」（さくらのきせつ）は、日本のバンド・フジファブリックの楽曲である。2004年4月14日にメジャー・デビュー・シングルとして発売された。プロデュースは片寄明人。
本作は、四季を基調に作られた連作シングルの第1弾にあたる作品。CD-EXTRA仕様で、映像版「桜の季節」を収録。

## 評価
『CDジャーナル』は、本作を「切ない恋愛模様を歌った哀愁歌！と表現し、「澄みきったブレのないヴォーカルと透明感のあるクリアなキーボードが印象的。素朴で情緒のある歌詞は味わい深く、しっとり染みてくる」「やるせない和風の春歌は、聴き込むほどに映えてくる」と評している。
『rockin'on.com』の高橋智樹は、「冒頭のフレーズが日常にふと湧き上がるメランコリックな感情を鈍色の心情風景を精緻に捉え、サビで目映い高揚感の真っ只中へと導いてみせる…そんな志村正彦の筆致と、和やかな陽気とでも呼ぶべき唯一無二の磁場をくっきりと伝えてくる楽曲」と評している。

## 収録曲
- 全作詞／全作曲：志村正彦、全編曲：フジファブリック

1. 桜の季節 (5:11)
ミュージック・ビデオはスミスが監督を務めた作品[5]。
1stアルバム『フジファブリック』にはアルバムバージョンで収録されており、シングルバージョンはベストアルバム『SINGLES 2004-2009』で初収録となった。
2022年度の高校の音楽の教科書に掲載[6]。
2. 桜並木、二つの傘 (4:58)
『アラカルト』収録曲のリメイクバージョン。

## 収録アルバム
桜の季節
- フジファブリック（Album ver.）
- SINGLES 2004-2009
- FAB LIST 1

桜並木、二つの傘
- アラカルト（原曲）